# N901iS
FOMA N901iS（フォーマ・エヌ きゅう まる いち アイ・エス）は、NECによって開発された、NTTドコモの第三世代携帯電話 (FOMA) 端末製品である。

## 概要
N901iSは、N901iC のマイナーチェンジモデルであるが、アークラインという特徴的なデザインを採用した N900i の発売から一年半が経過し、その利用者の乗り換えもにらみデザインを変更。ボディの薄型化も開発コンセプトに取り入れられ、アークラインは廃された。カラーバリエーションはアトランティックブルー（青）、エナメルホワイト（白・黒）、クラレットピンク、スピリットブラック（黒・銀・赤）の四種類。
メインディスプレイは2.5インチと大型なモバイルシャインビュー EX 液晶 (QVGA+ TFT) を採用。NECがパソコンの液晶ディスプレイ開発で培った技術を投入し、色表現性やコントラストが向上している。背面のサブディスプレイも大型化されており、こちらも同じく液晶ディスプレイ。また、この端末のボタンはオレンジ色に光る。
カメラはオートフォーカス機能を有したスーパーCCDハニカムを搭載。有効画素数100万ながらも200万画素相当の解像度を実現する。底面にはFeliCaを搭載し、iモードFeliCaに対応する。
ACCESSが開発したフルブラウザNetFrontを初めて搭載。N901iSの画面に合わせて表示することもできるほか、パソコン用Webブラウザと同じレイアウトでも表示でき、画面からはみ出した部分へのスクロールはニューロポインターによって行う。さらにPDFビューアも搭載。これまで装備はされていたものの意義が希薄であったニューロポインターに、とうとう活用の場が与えられた。発売当初、フルブラウザでのパケット料金は従量制のみであったが、2007年3月より開始されたパケ・ホーダイフルにより、フルブラウザ機能にも定額制が適用できるようになった。
iアプリ『ドラゴンクエストII』（前編）をプリインストール（前編終了後、後編を無料でダウンロード出来る）。このほか機能面では、受信したメールの文章を解析し、込められた感情を表示する感情お知らせメールが追加されている。

## 歴史
- 2005年4月15日: 電気通信端末機器審査協会 (JATE) による審査を通過（認定番号: A05-0146001）。
- 2005年5月17日: D901iS・F901iS・N901iS・P901iS・SH901iSの開発が発表される。
- 2005年6月24日: N901iS 発売開始。CMキャラクターは韓国の俳優、イ・ビョンホン。FOMA N901iS 「Nを追え」キャンペーンが展開された。

## 不具合
- 2005年8月23日: テレビ電話への切り替えおよび発信不能、マナーモード中にiモーションのダウンロードが失敗する不具合。ソフトウェア更新によって対処。
- 2006年: 充電中に使用したり頻繁に充電する事で電池パックが膨張し、セットできなくなることが起きた。無償交換を実施中。N-09が対象。